# Wyrli doł (obwód Kyrdżali)
Wyrli doł (bułg. Върли дол) – wieś w Bułgarii, w obwodzie Kyrdżali, w gminie Kirkowo. Miejscowość zamieszkiwana jest przez jedną osobę.